# Дневники вампира (сезон 2)
Второй сезон американского телесериала «Дневники вампира», премьера которого состоялась на телеканале The CW 9 сентября 2010 года, а финальный эпизод вышел 12 мая 2011 года. 16 февраля 2010 года телесериал был продлён на второй сезон.

## Сюжет
Действие сериала происходит в Мистик Фоллс, штат Вирджиния, вымышленном маленьком городке, который преследуют сверхъестественные существа. Основное внимание в шоу уделяется любовному треугольнику между героями Еленой Гилберт (Нина Добрев) и братьями-вампирами Стефаном (Пол Уэсли) и Дэймоном Сальваторе (Иэн Сомерхолдер). Кэтрин вернулась и ведёт странную игру — обращает Кэролайн в вампира, параллельно направив в Мистик Фоллс дядю Тайлера Локвуда, Мейсона. В крови Локвудов живет ген оборотня, активировать который можно, совершив убийство, даже непреднамеренное. Мейсон Локвуд оборотень и он ищет лунный камень, по легенде способный снять проклятье превращения в волка в каждое полнолуние.
Выясняются подробности прошлого Кэтрин, чьё настоящее имя Катерина Петрова. В 1492 году, после рождения Катериной внебрачного ребёнка, тайно отданного на усыновление, ее изгоняют из родного дома в Болгарии и увозят в Англию, там она встречает обворожительного аристократа Клауса и зачарована им до тех пор, пока не понимает, кто он такой и что у него на уме — Клаусу нужен двойник Петровой для снятия собственного проклятия. Кэтрин сбегает. Ей помогает влюблённый в неё Тревор из свиты Клауса, он направляет Кэтрин в уединенную хижину в лесу, где она встречает вампиршу Роуз. Роуз зла и растеряна, она боится могущества Клауса и собирается вернуть ему беглянку, поэтому Кэтрин разыгрывает попытку самоубийства, а когда Роуз для исцеления даёт ей собственную кровь, по-настоящему убивает себя. Кэтрин обращается в вампира. Лишившись статуса двойника, она теряет свою ценность и непригодна для обряда. Клаус в ярости, а его жажда мести не знает границ — он убивает всех, кого Кэтрин знала и любила. Тревор и Роуз вынуждены отправиться в бега, но Кэтрин нет до них никакого дела. «Лучше вы, чем я» — девиз всего ее эгоцентричного существования, которое, однако, тоже под угрозой. Клаус разворачивает охоту и на Кэтрин, посмевшую разрушить все его планы, Кэтрин скрывается столетиями, пока однажды не идёт на риск — в 1864 году инсценирует свою смерть в Мистик Фоллс.

## В ролях

### Основной состав
- Нина Добрев — Елена Гилберт / Кэтрин Пирс
- Пол Уэсли — Стефан Сальваторе
- Иэн Сомерхолдер — Дэймон Сальваторе
- Стивен Р. Маккуин — Джереми Гилберт
- Сара Каннинг — Дженна Соммерс
- Катерина Грэм — Бонни Беннет
- Кэндис Аккола — Кэролайн Форбс
- Зак Рериг — Мэтт Донован
- Майкл Тревино — Тайлер Локвуд
- Мэттью Дэвис — Аларик Зальцман / Клаус

| - Сьюзан Уолтерс — Кэрол Локвуд - Дэниел Гиллис — Элайджа Майклсон - Маргарит Макинтайр — шериф Элизабет «Лиз» Форбс - Тейлор Кинни — Мэйсон Локвуд - Дэвид Андерс — Джон Гилберт - Брайтон Джеймс — Лука Мартин - Рэнди Дж. Гудвин — доктор Джонас Мартин - Михаэлла Макманус — Джулс - Лорен Коэн — Роуз - Дон Оливьери — Энди Стар - Джозеф Морган — Клаус Майклсон - Джино Энтони Песи — Мэддокс | - Тия Сиркар — Эйми Брэдли - Лиза Такер — Грета Мартин - Майара Уолш — Сара - Тревор Петерсон — Слейтер - Стивен Амелл — Брэйди - Б.Дж. Бритт — Картер - Миа Киршнер — Изабель Флемминг - Кортни Форд — Ванесса Монро - Саймон Миллер — Джордж Локвуд - Наташия Уильямс — Люси Беннет - Трент Форд — Тревор - Бри Кондон — Элис - Джеймс Харви Уорд — Коди Веббер - Ана О’Райли — Джессика Коэн - Ариэль Кеббел — Лекси Брэнсон - Бьянка Лоусон — Эмили Беннет (голос) - Малис Джау — Анна - Кайла Юэлл — Викки Донован (в титрах не указана) |

## Эпизоды
| № общий | № в сезоне | Название                                    | Режиссёр         | Автор сценария                           | Дата премьеры    | Зрители в США (млн) |
| --- | ---------- | ------------------------------------------- | ---------------- | ---------------------------------------- | ---------------- | ------------------- |
| 23 | 1          | «Возвращение» «The Return»                  | Дж. Миллер Тобин | Кевин Уильямсон и Джули Плек             | 9 сентября 2010  | 3,36                |
| Вернувшись домой после тяжёлого Дня Основателей, Елена застаёт страшную картину – её отец Джон ранен, а брат пытался покончить с собой. Джона увозят в больницу. Стефан развеивает опасения Елены относительно брата: Джереми не стал вампиром – таблетки, которые он принял, не убили его, а кровь Анны исцелила его. Дэймон, обнаружив, что Елена ничего не помнит об их поцелуе и о разговоре с Дженной, понимает, что Кэтрин вернулась в Мистик-Фоллс. Стефан, узнав о поцелуе Дэймона и Елены, приходит в бешенство, но взяв себя в руки, понимает, что сейчас братья не должны поддаваться на провокации Кэтрин. Они пытаются выяснить её дальнейшие планы. Встреча Стефана и Кэтрин помогает понять причину её возвращения – ей нужен Стефан. Тем временем Кэролайн находится в больнице в очень тяжёлом состоянии, её жизнь в опасности: врачи не знают, что делать, а Бонни не знает заклинания, чтобы спасти девушку. Дэймон, по просьбе Бонни, даёт Кэролайн выпить своей крови, чтобы спасти от смерти, и ей становится лучше. На похороны мэра Локвуда приезжает его младший брат — Мэйсон. Кэтрин навещает Дэймона в его доме и заигрывает с ним. В порыве страсти она говорит ему, что всегда любила только Стефана. После этого Дэймон оказывается в доме у Елены и пытается вывести ее на взаимность, но она как и Кэтрин отвечает, что, хотя Дэймон ей и небезразличен, она любит только Стефана. От злости Дэймон нападает на Джереми, сворачивает ему шею и уходит. Однако, Елена замечает на руке Джереми защитное кольцо - он получил его от Джона, покинувшего в этот вечер Мистик-Фоллс. Вечером в больницу к Кэролайн приходит Кэтрин и просит передать послание для братьев Сальваторе – «игра началась», после чего душит девушку. |            |                                             |                  |                                          |                  |                     |
| 24 | 2          | «Прекрасный новый мир» «Brave New World»    | Джон Дал         | Брайан Янг                               | 16 сентября 2010 | 3,01                |
| Глубокой ночью Кэролайн приходит в себя. Она ничего не помнит и не понимает, что с ней произошло, но чувствует непреодолимый голод. Не выдержав, девушка крадёт пакет с кровью и выпивает её. Тем временем Дэймон и Стефан пытаются выяснить, какую тайну скрывает семейство Локвудов. Реакция на устройство, изготовленное Джонатаном Гилбертом для выявления сущности вампиров, даёт им основания полагать, что те не простые смертные. Дэймон начинает подозревать дядю Тайлера - Мэйсона, и братья решают добиться правды, спровоцировав Тайлера на драку, для того чтобы заставить Мэйсона раскрыть свои способности. В Мистик-Фоллс проводится очередной праздник, на этот раз это карнавал. Кэролайн, внушением заставившая медсестру выписать её из больницы вечером, присоединяется к друзьям на празднике, но возникшие проблемы с её самоконтролем приводят к неожиданным последствиям. Дэймон готов убить её, считая это единственно верным решением с «проблемным» новорожденным вампиром. Стефан и Елена спасают девушку, дав ей шанс привыкнуть к новой жизни. Мэтт полностью озадачен поведением Кэролайн, но всё ещё пытается сказать ей о своих чувствах. Расстроенная всем происходящим, Бонни вымещает свой гнев на Дэймоне, на помощь которому приходит Елена. Тайлер находит в семейном тайнике лунный камень, который искал его дядя - Мэйсон, но отдавать камень ему он не собирается. Стефан и Елена пытаются жить спокойной человеческой жизнью, и на рассвете он приводит Елену в парк аттракционов. |            |                                             |                  |                                          |                  |                     |
| 25 | 3          | «Восход дурной луны» «Bad Moon Rising»      | Патрик Норрис    | Эндрю Чемблисс                           | 23 сентября 2010 | 3,57                |
| В поместье Сальваторе Стефан, Дэймон, Елена и Аларик обсуждают исследования Изабель. У Дэймона уже есть свои предположения относительно семьи Локвудов, но, чтобы доказать их, ему нужно добраться до материалов, хранящихся в рабочем кабинете бывшей жены Аларика в университете Дюка. Стефан просит Бонни сделать для Кэролайн кольцо, защищающее от воздействия солнечного света, но ведьма сперва отказывается, потому что не доверяет подруге и не может позволить, чтобы ещё кто-нибудь пострадал. Стефан убеждает Бонни, что каждый день, проведённый Кэролайн вдали от друзей, убивает в ней её человечность, и только друзья могут помочь ей приспособиться к новой жизни. Стефан берется обучить Кэролайн охоте на животных, а позже присмотреть за ней на пикнике у реки, который организует Тайлер. В это время Елена, Дэймон и Аларик едут в университет Дюка, где ищут в её трудах о паранормальной активности какое-либо упоминание о секрете семьи Локвудов. Поиски информации начинаются с неожиданного покушения на жизнь Елены со стороны аспирантки университета, бывшей студентки Изабель - Ванессы. Дэймон принимает удар на себя и в очередной раз спасает Елену. После этого Ванесса, предлагает свою помощь в поисках, но в итоге, многое узнаёт сама. Тайлер планирует закончить пикник поздней вечеринкой, но его дядя Мэйсон просит Тайлера перебраться в другое место, а сам, тем временем, едет в разрушенный бывший особняк Логанов. Тайлер пытается выяснить истинный мотив странного поведения дяди и решает проследить за ним. Кэтрин выбрала себе нового союзника – Кэролайн и планирует с её помощью испортить отношения Елены со Стефаном. Стефан встречает страшную угрозу в лесу, а Тайлер делает шокирующее открытие о секрете своего дяди - Мэйсона. |            |                                             |                  |                                          |                  |                     |
| 26 | 4          | «Воспоминания» «Memory Lane»                | Род Харди        | Кэролайн Драйз                           | 30 сентября 2010 | 3,18                |
| Начало эпизода увлекает героев в прошлое, в 1864 год. На балу в особняке Локвудов Стефан, танцующий с Кэтрин, видит рядом с братом Елену. Кэтрин старается убедить Стефана, что они снова могут быть вместе, ведь когда-то он её любил. Но это всего лишь сон, внушенный Кэтрин Стефану, который вынуждает его принять решительные меры для выяснения истинной причины возвращения Кэтрин. Ему удаётся вколоть Кэтрин вербену и приковать её цепями в подвале. В доме Гилбертов все готовятся к барбекю. Дэймон увлекает всех игрой «Угадай кто?». Но всё это не ради развлечения, а для того, чтобы Мэйсон Локвуд раскрыл себя, но всё безрезультатно, он уверенно держит себя в руках и не идёт на провокацию. В это время в подвале дома Сальваторе Стефан пытается выпытать у Кэтрин причину её возвращения. Кэтрин рассказывает ему, что всегда любила только его и вернулась только по этой причине, также по мере разговора они вспоминают моменты их прошлой жизни и подробности расставания в 1864 году. Кэтрин рассказывает Стефану, что начиная с того злополучного вечера, когда была поймана отцом Стефана, она ежедневно принимает вербену и теперь вербена не оказывает на неё никакого воздействия. Когда Кэтрин выдвигает ему ультиматум, он отчётливо понимает - Елене и её родственникам грозит опасность, поэтому они решают разыграть для окружающих разрыв своих отношений. Вечер заканчивается и приносит новую опасность для Дэймона. Он решает самостоятельно расправиться с Мэйсоном и всаживает в него серебряный нож. Вопреки ожиданиям, серебро не причиняет Мэйсону никакого вреда, но теперь у Дэймона появился новый опасный враг. Глядя на луну, Кэтрин вспоминает ночь облавы на вампиров: она спаслась с помощью Джорджа Локвуда и за своё спасение отдала ему лунный камень. Перед тем, как исчезнуть, она склоняется над мёртвым телом Стефана и говорит ему, что любит его и когда-нибудь они снова будут вместе. Тайлер заставляет Мэйсона рассказать ему о тайнах семьи Локвудов. |            |                                             |                  |                                          |                  |                     |
| 27 | 5          | «Убей или убьют тебя» «Kill or Be Killed»   | Джефф Вулнаф     | Майк Дениэлс                             | 7 октября 2010   | 3,47                |
| Мэйсон рассказывает Тайлеру историю своего обращения. На городском Дне волонтера Стефан приносит Мэйсону извинения за нападение Дэймона и предлагает заключить перемирие. Они жмут руки, но после этого Мэйсон идёт к шерифу Форбс рассказать, что братья Сальваторе на самом деле вампиры. Шериф категорически отвергает это, но Мэйсон ручается это доказать. Елена рассказывает Джереми о проклятии Локвудов, но просит его не впутываться в историю с оборотнями. Однако Джереми задается целью узнать об этом больше, и благодаря удаче он сближается с Тайлером. После подстроенной провокации у Тайлера дома, они с Джереми остаются наедине, и тогда Джереми признается Тайлеру, что знает о проклятии оборотня в семье Локвудов из дневника своего предка, Тайлер, в свою очередь, проговаривается о том, что Мэйсон, по его мнению, приехал за лунным камнем. Тем временем Мэйсон на Дне волонтера подмешивает вербену в напиток, который выпивает Дэймон. Шериф убеждается, что Сальваторе вампиры, и вызывает помощников, чтобы подстроить ловушку для братьев в лесу. Кэролайн подозревает, что происходит что-то странное. В это время с помощью Мэйсона выманив братьев в лес, шериф Форбс со своими помощниками стреляет в них деревянными пулями и, накачав вербеной, относят в подвал старого особняка Локвудов. Услышав выстрелы Кэролайн с Еленой бегут на поиски братьев и встречают Мэйсона, который угрожает рассказать её матери - шерифу Форбс, что Кэролайн вампир, на что получает жёсткий отпор от девушки. Не добившись от Дэймона ответов на свои вопросы, шериф отдает приказ помощникам убить братьев, но внезапно появившиеся Елена и Кэролайн останавливают их. Кэролайн вынуждена раскрыться матери, убив её помощников. Шериф в отчаянии и просит убить себя, но четверка принимает решение запереть её в подвале дома Сальваторе, пока из её организма не выветрится вербена и Дэймон сможет внушить ей забыть всё произошедшее. Шериф отрекается от дочери, говоря, что её дочь уже умерла. Кэролайн признаётся Елене, что Кэтрин, угрожая Мэтту, заставила её следить за Еленой и братьями. Тайлер всё же отдаёт Мэйсону лунный камень. Стефан рассказывает Елене о том, что Кэтрин ежедневно принимала вербену и у неё выработался иммунитет, и что он хочет то же самое попробовать с человеческой кровью. Елена предлагает Стефану пить её кровь. Выясняется, что Мэйсон и Кэтрин давно знакомы и они близки, и добыть лунный камень - их общая цель. Мэйсон сообщает Кэтрин, что лунный камень у него. Также во флэшбэках показывается ситуация, из которой понятно, что драка, активировавшая проклятие Мэйсона, была подстроена Кэтрин. Поступок Дэймона в отношении шерифа Форбс, матери Кэролайн, немного растапливает лёд между ним и Еленой. |            |                                             |                  |                                          |                  |                     |
| 28 | 6          | «План Б» «Plan B»                           | Джон Беринг      | Элизабет Крафт и Сара Файн               | 21 октября 2010  | 3,62                |
| Джереми приходит к Дэймону, чтобы поделиться информацией о проклятии оборотня семьи Локвудов и лунном камне, которую он выведал у Тайлера. А Аларик узнает от бывшей помощницы Изабель о проклятии Полной луны и почему для этого нужен лунный камень. Дэймон просит Джереми забрать лунный камень у Тайлера, но выясняется, что тот уже отдал его Мэйсону. Шериф Форбс и Кэролайн разговаривают по душам, как мать и дочь, что случается крайне редко, учитывая их отношения. На подготовке благотворительного дня в особняке Локвудов Бонни случайно узнает о связи Мэйсона и Кэтрин и делится этой информацией с братьями Сальваторе. Братья понимают, что Кэтрин использует Мэйсона, но не понимают для чего именно. С помощью Бонни они похищают Мэйсона и привозят в свой дом, где привязывают его к стулу. Бонни, прочитав его мысли, узнает, что камень спрятан в заброшенном колодце. Пока Дэймон остается пытать Мэйсона, Бонни с Кэролайн и Стефан с Еленой едут на поиски камня. Стефан прыгает в колодец, который оказывается наполнен вербеной. От боли Стефан теряет сознание, но Кэролайн успевает добежать на крик и помогает спустить Елену в колодец, чтобы вытащить Стефана. Елене удается найти лунный камень на дне колодца несмотря на нападение множества змей. В это время Дэймон отсылает из комнаты Джереми, который присутствовал при допросе Мэйсона, и вырывает оборотню сердце. Стефан возвращается домой с лунным камнем, когда Дэймон заворачивает труп Мэйсона. Дэймон отсылает прощальное смс семье Мэйсона с его телефона, а также звонит Кэтрин. Несмотря на протесты Стефана, Дэймон рассказывает Кэтрин об убийстве оборотня и о том, что Мэйсон не доверял Кэтрин, потому что спрятал камень на дне колодца полного вербены. Кэтрин в бешенстве и сообщает, что у нее всегда есть запасной план. Она звонит домой Елене и рассказывает о том, что уже некоторое время воздействует на её тётю - Дженну и что она шпионит для Кэтрин. В это же время загипнотизированная Дженна ударяет ножом себе в живот на глазах у Елены и Аларика. Дженна выживает, но Елена, потрясенная произошедшим, разрывает отношения со Стефаном в угоду Кэтрин. В это время Кэтрин гипнотизирует Мэтта спровоцировать Тайлера на убийство, чтобы этим он активировал проклятье и превратился в оборотня. |            |                                             |                  |                                          |                  |                     |
| 29 | 7          | «Маскарад» «Masquerade»                     | Чарльз Бисон     | Кевин Уильямсон и Джули Плек             | 28 октября 2010  | 3,55                |
| В Мистик-Фоллс готовится очередной праздник – бал-маскарад, который будет проходить в доме мэра – Кэрол Локвуд. Стефан и Дэймон понимают, что больше медлить нельзя. Они разрабатывают новый план уничтожения Кэтрин. Бонни, Кэролайн, Джереми и Аларик делают всё возможное, чтобы помочь Стефану и Дэймону, но у Кэтрин есть сюрприз, который никто не мог предвидеть. Кэтрин приглашает на бал свою старую подругу - ведьму Люси. Заклинание Люси связывает Кэтрин с Еленой и братья Сальваторе не могут причинить вред Кэтрин, не убив при этом Елену. Бонни находит Люси и уговаривает её снять заклинание. Доверившись Люси, Бонни передаёт ей лунный камень. Та в свою очередь, передав камень Кэтрин, лишает её силы. Но план Кэтрин продолжает работать. События принимают скверный оборот, после того как Мэтт и Тайлер решают выпить в компании друзей. Находясь под внушением Кэтрин, Мэтт всеми способами пытается спровоцировать Тайлера на драку, но Кэролайн мешает ему. Случайная смерть девушки из их компании приводит к тому, что проклятье семьи Локвуд начинает действовать, Тайлер становится оборотнем. |            |                                             |                  |                                          |                  |                     |
| 30 | 8          | «Роуз» «Rose»                               | Лиз Фридлендер   | Брайан Янг                               | 4 ноября 2010    | 3,63                |
| Елена похищена вампирами. Стефан просит Бонни помочь ему в поисках, и с помощью заклинания поиска и карты они узнают, где находится Елена. Стефан и Дэймон отправляются её спасать, а Бонни заклинанием передаёт Елене послание о том, что помощь близка. Елена, разговорив Роуз и Тревора - вампиров, похитивших её, выясняет новую информацию о людях, вампирах и событиях в прошлом, а также то, что они хотят передать её Древним вампирам, тем самым заработать себе прощение за обращение Кэтрин в вампира. Во время очередного заклинания у Бонни идёт носом кровь и она теряет сознание. Джереми помогает ей прийти в себя. Тем временем Тайлер настойчиво преследует Кэролайн и пытается добиться от нее правды, подозревая, что она тоже оборотень. Кэролайн боится, но в итоге открывается Тайлеру, говоря, что она единственный вампир. Они находят друг в друге поддержку. За Еленой приходит один из Древних вампиров – Элайджа, который прощает Роуз, но убивает Тревора. Он срывает с Елены медальон с вербеной и под гипнозом узнает у нее, где находятся Кэтрин и лунный камень. Стефан и Дэймон, спасая Елену, убивают Элайджу и отвозят её домой, Роуз сбегает. Возвращая Елене медальон с вербеной, Дэймон признаётся ей в любви, а также в том, что эта любовь меняет его, но внушением заставляет Елену забыть об этом разговоре. Роуз находит Стефана в его доме и говорит, что им понадобится ее помощь, потому что Древние придут за Еленой. В это время убитый в заброшенном доме Элайджа оживает. |            |                                             |                  |                                          |                  |                     |
| 31 | 9          | «Катерина» «Katerina»                       | Дж. Миллер Тобин | Эндрю Чемблисс                           | 11 ноября 2010   | 3,50                |
| В начале эпизода показываются события, случившиеся в Болгарии в 1490 году: Кэтрин, будучи человеком, рожает в доме своих родителей дочь. Её мать принимает роды, но по приказу отца Катерины ребенка уносят, не дав той даже взглянуть на дочь. Отец считает, что Катерина опозорила их семью внебрачной связью. В настоящем Елена приходит в дом Сальваторе, где видит Роуз, которая рассказывает про Клауса, самого старого вампира. Бонни и Джереми договариваются о встрече вечером в гриль-баре. В школе Мистик-Фоллс новый ученик – Лука. Елена хочет узнать больше подробностей у самой Кэтрин и просит Кэролайн отвлечь Стефана, чтобы тот не искал её, пока она разговаривает с Кэтрин. Кэтрин рассказывает о знакомстве с Клаусом в Англии в 1492 году, когда её прогнали из Болгарии, о том, что тот хотел использовать её в жертвоприношении для снятия проклятья, как она сбежала и обратилась в вампира. Также Кэтрин рассказывает, что помимо лунного камня и двойника ещё нужны оборотень, ведьма и вампир. Дэймон и Роуз приезжают в кафе для встречи со Слейтером - вампиром-связным, через которого Роуз связывалась с Древними. Слейтер объясняет, что для этого он использовал электронную рассылку, и дальше Элайджи, который теперь мертв, контактов он не знает и не может связать их с Клаусом. В это время Элайджа наблюдает за ними с улицы и в какой-то момент разбивает горстью монет витрину кафе, защищающую вампиров от солнца. Дэймон спасает Роуз. Стефан догадывается, что Кэролайн специально его задерживает, и пытается выяснить у неё, где Елена, но Кэролайн отказывается говорить. Бонни в баре встречает Луку, который знакомит её со своим отцом доктором Джонасом Мартином. Чуть позже Лука открывается Бонни, что они тоже колдуны и нашли Бонни специально. Дома у Сальваторе Роуз просит прощения у Дэймона за случившийся там инцидент. Они пьют за дружбу, после чего начинают целоваться. Стефан провожает Елену до дома, она рассказывает, что Тайлер, Кэролайн и Бонни также нужны для снятия проклятья. Слейтер звонит Роуз сказать, что знает, как разрушить проклятье: для этого нужен лунный камень и ведьма. Но Роуз не знает, что Слейтер был под внушением Элайджи, который позже внушает Слейтеру убит себя. Однако, Элайджа пришел не один - с ним в квартире отец Луки, доктор Мартин. |            |                                             |                  |                                          |                  |                     |
| 32 | 10         | «Жертва» «The Sacrifice»                    | Ральф Хемекер    | Кэролайн Дрис                            | 2 декабря 2010   | 3,46                |
| Отец Луки ночью проникает в дом Елены, ворует её волосы и некоторые личные вещи и уходит незамеченным. Дэймон и Стефан спускаются в гробницу, чтобы получить лунный камень, но Кэтрин готова отдать его лишь в обмен на свою свободу. Братья просят Бонни ослабить заклятье гробницы, чтобы они смогли зайти и забрать камень. Лука рассказывает Бонни, как можно подключиться к другой ведьме и соединить энергию, чтобы увеличить силу. Тайлер показывает Кэролайн подвал заброшенного поместья Локвудов, в котором Мэйсон заковывал себя. Там они находят свёрток с дневником Мэйсона и флешку. Кэролайн и Тайлер смотрят запись, которую сделал Мэйсон – это его первое превращение в волка. Бонни, Джереми, Стефан и Дэймон обсуждают план проникновения в гробницу. У Джереми возникает свой план, он приходит в гробницу к Кэтрин один. Обездвижив её, Джереми находит лунный камень и успевает выбросить его из гробницы до того, как Кэтрин приходит в себя и нападает на него. Стефан и Бонни, спустившись в гробницу, обнаруживают лунный камень. Чтобы спасти Джереми и получить больше силы, Бонни использует магическую связь с Лукой, но ее обрывает отец Луки. Тогда Стефан забегает в гробницу и выталкивает Джереми. Елена просит Роуз отвезти её к Слейтеру, взамен она обещает помочь Роуз получить кольцо, защищающее от воздействия солнечных лучей. Приехав к Слейтеру, девушки обнаруживают его труп и подругу Слейтера – Элис, с помощью которой они находят в компьютере Слейтера контакт с вампиром Коди, у которого есть выход на древних вампиров. Елена просит Элис позвонить и передать сообщение для Клауса: двойник существует и готов сдаться. Роуз сообщает Дэймону о решении Елены, и он едет за ними. Элайджа с помощью магии доктора Мартина находит Елену в доме Слейтера. Когда Дэймон пытается увезти Елену, в квартиру входит Коди с помощниками. Дэймон готовится защищать Елену, но внезапно на пороге появляется Элайджа. Роуз убегает. Узнав у вампиров, пришедших за Еленой, что никто больше о ней не знает, Элайджа убивает их и уходит, оставив Дэймона и Елену в недоумении. Позже Элайджа говорит отцу Луки, что ему выгодно оставить Елену под защитой братьев Сальваторе, которые готовы за нее умереть. Джереми признается Бонни в своей симпатии и говорит, что это взаимно. Но Бонни отвергает его. Дэймон провожает Елену до дома, где они встречают раненого Джереми и узнают, что Стефан в гробнице. Стефан просит Дэймона защитить Елену и держать её подальше от гробницы и сообщает, что лунный камень у Бонни. |            |                                             |                  |                                          |                  |                     |
| 33 | 11         | «При свете луны» «By The Light Of The Moon» | Элизабет Аллен   | Майк Даниэлс                             | 9 декабря 2010   | 3,16                |
| Приближается полнолуние, и Тайлер продолжает звонить Мэйсону за помощью, оставляя сообщение на автоответчике в его квартире, которое слышит подруга Мэйсона - Джулс. Она приезжает к Локвудам и говорит, что Мэйсон не возвращался во Флориду и пропал. Шериф Форбс объявляет Мэйсона в розыск. Бонни приходится наложить заклятье на дом Елены, чтобы она не смогла выйти из него, пока они ищут способ расколдовать лунный камень. Наступает день полнолуния. Бонни просит помочь Луку разрушить связь между заклятьем и талисманом, и тот соглашается - но это ловушка, чтобы украсть у нее лунный камень. Джулс звонит кому-то и сообщает, что Мейсон врал и кроме него есть еще один оборотень - его племянник. После этого она едет в гриль-бар, разыскивая Тайлера. Там к ней подсаживаются Дэймон с Алариком, которые подозревают, что она оборотень. Они флиртуют с ней, подмешивая в ее напиток волчий аконит - опасное для оборотней растение. Но Джулс разоблачает их и предупреждает Дэймона, что в полнолуние опасно злить её. Тайлер с Кэролайн едут в подвал заброшенного особняка Локвудов, где Тайлер, как и Мейсон, приковывает себя цепями в ожидании первой трансформации в оборотня, а Кэролайн успокаивает его и пытается помочь преодолеть боль. Когда Тайлер начинает нападать на неё и вырываться из подвала, Кэролайн запирает его и убегает в лес. Позже она возвращается и находит Тайлера уже человеком. Элайджа, под видом историка, исследующего Мистик-Фоллс, приглашён Дженной в дом Гилбертов. Он хочет предложить Елене сделку: он хочет убить Клауса, но не знает где он, поэтому ему нужна живая и здоровая Елена. Он просит ее продолжать жить своей жизнью и ничего не предпринимать, взамен её близкие не пострадают. Елена идет на сделку, но кроме этого просит освободить Стефана. Дэймон возвращается домой из бара, там его ждет Роуз, которая просит прощения, что сбежала, когда пришел Элайджа. Их разговор прерывается звуком разбившегося стекла. Джулс в обличье оборотня бросается на Дэймона, но под удар попадает Роуз. Укусив её, оборотень убегает. Дэймон, видя, что рана заживает, думает, что укус оборотня не смертелен для вампиров. Он рад, что легенда об укусе оборотня оказалась ложной. Но позже Дэймон видит на её спине большое воспаление от укуса. В гробнице Стефан разговаривает с Кэтрин в надежде хоть что-то узнать от неё. Кэтрин рассказывает Стефану про Изабель – мать Елены, которая может помочь найти Клауса. Элайджа, спустившись в гробницу, выпускает Стефана, а Кэтрин внушает не покидать пределов гробницы до прихода Клауса. Стефан возвращается к Елене. |            |                                             |                  |                                          |                  |                     |
| 34 | 12         | «Срыв» «The Descent»                        | Маркос Сига      | Сара Фэйн и Элизабет Крафт               | 27 января 2011   | 3,55                |
| Утром Джулс находит в лесу растерзанные ею тела туристов и пытается уничтожить улики, когда мимо проезжает патрульная машина. Она говорит полицейскому, что на их лагерь напал волк, и убивает его, когда он пытается вызвать помощь по рации. Стефан просит у Аларика помощи, чтобы связаться с Изабель. Аларик дает ему старый недействующий номер Изабель, на который Стефан оставляет голосовое сообщение и ему внезапно перезванивают. Стефан куда-то уезжает. В это время Дэймон просит Елену приглядывать за Роуз, пока он идет на поиски Джулс, чтобы узнать у нее есть ли противоядие от укуса оборотня. Джулс грубо отказывает ему и говорит, что единственное лекарство – это смерть. Состояние Роуз ухудшается, она начинает бредить и нападает на Елену, которую принимает за Кэтрин. Елене приходится позвонить Дэймону, а самой забаррикадироваться в одной из комнат, сжимая в руке кол. В это время Роуз сбегает в город и убивает нескольких людей. Шерифом объявлена облава на Роуз, но Дэймону и Елене удается найти ее первыми и отнести в дом к Сальваторе. Кэролайн и Мэтт признаются друг другу в любви, но Кэролайн сбегает от него без объяснения. В то же время Тайлер, сблизившийся за это время с Кэролайн, влюбляется в нее сильнее после того, как она проговаривается ему, что укус оборотня смертелен для вампира, и, помогая ему той ночью, она могла погибнуть. Он ждет Кэролайн на крыльце ее дома, чтобы поговорить, но в порыве эмоций целует ее. Кэролайн отвечает на поцелуй, но обрывает его и уходит домой. У Роуз начинается агония, и Дэймон отсылает Елену из комнаты, обещая помочь Роуз. Он успокаивает ее и снимает боль, в воображении он переносит их обоих в любимое место Роуз из ее человеческого прошлого. Когда Роуз говорит, что больше не боится, Деймон в реальности вонзает в нее кол. Позже Дэймон встречается с шерифом Форбс, чтобы предъявить мертвое тело Роуз. Шериф благодарит Дэймона за очередное спасение города. Джулс встречается с Тайлером и рассказывает ему, что Кэролайн убила его дядю Мэйсона и что она не единственный вампир. А также что Тайлер не единственный оборотень и другие скоро придут в Мистик-Фоллс. Дэймона дома ждет Елена, она видит, что он глубоко потрясен смертью Роуз. Проникнувшись тем, что у него есть чувства и он ощущает свою вину за это, Елена обнимает Дэймона. Дэймон понимает, что проявил слабость, поэтому напивается и намеренно убивает человека. Придя домой, Елена встречает там Джона Гилберта. |            |                                             |                  |                                          |                  |                     |
| 35 | 13         | «Проблемы с отцом» «Daddy Issues»           | Джошуа Батлер    | Кевин Уильямсон и Джули Плек             | 3 февраля 2011   | 3,22                |
| Возвращению Джонатана Гилберта в Мистик-Фоллс никто не рад, кроме Стефана, который его привез. Однако Джонатан старается быть хорошим отцом для Елены и приносит Дэймону взятые у Изабель орудие убийства первородных - древний пепел белого дуба и клинок. Тайлер поджидает Кэролайн возле ее дома, чтобы сказать, что он знает про других вампиров и кто убил Мэйсона, а также обвиняет Кэролайн во лжи. Кэролайн срочно сообщает об этом Стефану и убеждает его поговорить с Тайлером и перетянуть его на свою сторону, пока Дэймон не убил его. К Джулс приезжает подкрепление - ее парень-оборотень Брэди и другие оборотни, которые пока прячутся в лесу. Стефан приходит к Тайлеру и силой принуждает его к разговору. Стефан извиняется за Мэйсона и говорит, что вампиры для него не враги, они все могут продолжать сосуществовать вместе и дружить как и прежде. Но Тайлер все еще находится в замешательстве и раздираем противоречиями. Кэролайн договаривается о свидании с Мэттом в баре, но возле ее машины на нее нападают оборотни, стреляют ей в лицо и похищают. Джулс звонит Стефану, сообщая, что готова обменять Кэролайн на Тайлера, и назначает им встречу в лесу, возле лагеря оборотней. В доказательство она дает ему послушать крики Кэролайн, которую пытает Брэди. Стефан не хочет извещать Дэймона, чтобы договориться с Джулс по-хорошему, однако Дэймон присоединяется к ним в лесу, обещая разорвать Джулс при возможности. Тогда Джулс зовет всех оборотней, и они нападают на братьев. В это время Тайлер бежит в трейлер освобождать Кэролайн. Сперва он медлит, увидев ее в клетке всю в крови, но все же открывает замок. Преимущество оборотней сказывается и они почти убивают вампиров, но внезапно все падают, корчась от боли - на помощь вампирам приходит ведьмак Элайджи, доктор Мартин. Он говорит, что Элайджа держит свое слово и просит всех поскорее уйти, а Тайлеру оставляет послание для оборотней - они должны покинуть город. Кэролайн звонит Мэтт, который ждет ее в баре, когда она уже дома и "зализывает раны". Она врет ему, что сейчас помогает Бонни, но Мэтт видит Бонни сидящей в том же баре с Джереми. Тайлер приходит к Кэролайн извиниться, но она не прощает его и рвет с ним отношения. Тайлер идет к оборотням и рассказывает им о Мэйсоне и лунном камне. Стефан привозит к Кэролайн "группу поддержки" - Елену и Бонни. |            |                                             |                  |                                          |                  |                     |
| 36 | 14         | «Плачущий волк» «Crying Wolf»               | Дэвид фон Энкен  | Брайан Янг                               | 10 февраля 2011  | 2,78                |
| Дэймону надоедает быть хорошим и он находит себе новую жертву - Энди, репортера местных ТВ-новостей и подругу Дженны, с которой крутит роман и пьет ее кровь, гипнотизируя ее. От нее он узнает, что в честь писателя Элайджи Смита устраивают прием в Историческом обществе Мистик-Фоллс. Оборотни Джулс, Брэди и Стиви объясняют Тайлеру серьёзность проклятия Солнца и Луны, и говорят, что для снятия проклятья нужны лунный камень и двойник, о котором возможно знала подружка Мэйсона - вампирша Кэти. Стиви показывает Тайлеру фото этой Кэти с одной из вечеринок (на фото Катерина Петрова), чтобы он помог найти её. И Тайлер говорит, что это Елена Гилберт, которую он знает с детства. Оборотни решают похитить двойника, при этом умалчивая об одной очень важной детали - что двойник должен будет умереть. Тайлер сталкивается с Кэролайн в баре под предлогом перемирия и крадет у нее телефон, с которого пишет смс Елене, чтобы узнать, где она. В это время Стефан и Елена отправляются в старый домик Гилбертов рядом с озером, чтобы провести романтический уикенд и хотя бы ненадолго забыть обо всех проблемах, которые свалились на них. Дэймон приходит на прием Исторического общества, чтобы выяснить у Элайджи зачем ему Елена. Но беседа заканчивается потасовкой, в которой Элайджа указывает Дэймону его место. Джон Гилберт просит Аларика не приходить в их дом и угрожает рассказать Дженне о двойной жизни Аларика (что позже и выполняет). Бонни, Кэролайн и Джереми обманом опаивают Луку, чтобы Бонни смогла узнать, почему ведьмаки сотрудничают с Элайджей. Вечером Джулс с частью оборотней проникают в дом Сальваторе, вырубают вербеной Дэймона и убивают Аларика. Когда они пытают Дэймона, чтобы заполучить от него лунный камень, появляется Элайджа и, играя, убивает всех оборотней, кроме Джулс, которой удается сбежать. Он освобождает Дэймона от цепей говоря, что спасает его уже в третий раз. В это время в доме у озера Брэди ранит Стефана и просит Тайлера держать его под прицелом, пока он ищет Елену. Стефан говорит Тайлеру о том, что Елену должны принести в жертву - тогда потрясенный Тайлер освобождает его. Во время погони Елене удается несколько раз ранить оборотня, а Стефан вырывает его сердце. Тайлер просит у Елены прощения. Бонни, с подачи Кэролайн, все же дает волю чувствам и они с Джереми целуются. Аларик дольше обычного приходит в себя после очередного воскрешения. Тайлер оставляет матери прощальное письмо, Мэтту говорит, что Кэролайн удивительная и он влюблен в нее, но она любит Мэтта, поэтому он просит Мэтта беречь ее. Он мысленно прощается с Кэролайн видя ее в окне, и уезжает из города с Джулс.                                                                                  |            |                                             |                  |                                          |                  |                     |
| 37 | 15         | «Званый ужин» «The Dinner Party»            | Маркос Сига      | Эндрю Чамблисс                           | 17 февраля 2011  | 3,07                |
| Дэймон и Стефан готовят покушение на Элайджу. В доме у озера Елена читает дневники своего предка Джонатана Гилберта, которые они со Стефаном случайно нашли. Джонатан пишет, что его убил Стефан Сальваторе. Стефан рассказывает Елене о том, как стал "Потрошителем", из-за чего Дэймон покинул его, а также о знакомстве с вампиршей Лекси, которая спасла его и помогла преодолеть кризис. Тем временем Дженна проводит время с Элайджей, показывая ему границы старых владений Мистик Фоллс. Он рассказывает, что до так называемых семей основателей здесь уже были поселения - переселенцев из Салема, по преданиям - города ведьм. Аларик недоволен этими прогулками и пытается быть рядом. Разозленный Лука находит Бонни в баре и пытается выяснить, что она с ним сделала. Но Бонни все отрицает, а Джереми прогоняет его. Дэймон подстраивает так, чтобы Энди позвала всех - Дженну, Аларика и, конечно, Элайджу - к Дэймону на ужин. Дэймон наведывается в заточение к Кэтрин, чтобы подтвердить информацию о том, что первородного вампира можно убить с помощью пепла белого дуба и клинка. По её реакции он понимает, что это так. Вечером на ужин заявляется без приглашения Джон Гилберт, но Дэймон впускает его, т.к. это он принес орудие убийства первородного. Во время ужина Дэймон готовится убить Элайджу, но внезапно Аларику звонит Стефан - они с Еленой прочитали в дневнике Гилберта, что убийство должен совершить человек, а "демона" заговоренный клинок убьет. Они понимают, что Джон таким образом запланировал убить Дэймона, и Аларик успевает предупредить его. Дэймон раздосадован, но ужин продолжается, когда внезапно Аларик протыкает Элайджу клинком и Элайджа умирает. Они вытаскивают клинок из тела Элайджи и оставляют его в подвале. В это время Елена узнает из дневника, что вампир мертв, пока клинок остается в его теле. Стефан в панике звонит Дэймону. Но Элайджа уже сбегает и приходит к своему ведьмаку, чтобы тот нашел Елену. Доктор Мартин находит Бонни, которая проводит вечер с Джереми. Он выясняет, что она смогла узнать у Луки и забирает ее силу. Элайджа находит Елену, которая просит его перезаключить сделку или она сделает как Кэтрин - убьет себя, чтобы превратиться в вампира. В доказательство она протыкает себя ножом, а потом обманным путем протыкает Элайджу клинком, который успел привезти Дэймон. Труп Элайджи с клинком они запирают в подвале дома Сальваторе. Шантаж Джона удается, и Аларик отдает ему кольцо в обмен на перемирие с Дженной. Кэтрин освобождается из заточения. |            |                                             |                  |                                          |                  |                     |
| 38 | 16         | «Гость» «The House Guest»                   | Майкл Кэтлман    | Кэролайн Драйз                           | 24 февраля 2011  | 2,98                |
| Кэтрин живет у братьев и забавляется с переодеваниями в Елену, действуя всем на нервы. Бонни по просьбе Стефана договаривается с ведьмаками о встрече, чтобы предложить им объединить силы и вместе убить Клауса, а также освободить дочь Джонаса, которую Клаус держит в заложниках много веков. Но ведьмаки отказываются. Джонас хочет воскресить Элайджу, чтобы тот сам расправился с вампирами. Для этого он с сыном использует магию, чтобы направить невидимое тело Луки на поиски Элайджи в доме Сальваторе. Лука перемещается по дому незамеченным и ему почти удается вытащить клинок из тела Элайджи, но Кэтрин случайно замечает это и останавливает его. Джонас приказывает Луке убить Кэтрин, но она успевает позвать на помощь Дэймона, который обжигает воздух вокруг тела Элайджи из огнемета и тем самым поджигает Луку. Лука погибает, и Джонас не может воскресить его. Елена, Бонни и Кэролайн решают устроить девичник дома у Елены. Когда к ним присоединяется Дженна, они решают пойти на концерт потанцевать. Там Кэролайн решается признаться Мэтту в любви со сцены, спев ему песню, а Мэтт поднимается, чтобы поцеловать ее. Бонни просит разрешения у Елены встречаться с Джереми, и Елена оказывается не против. Дэймон втыкает в Кэтрин кол в отместку за то, что она намеренно не предупредила его о том, что клинок, которым он собирался убить Элайджу, убьет и его. Тогда она признается, что заключила сделку с Изабель и Джоном Гилбертом, которые поставили ее перед выбором - либо она остается и помогает убить Клауса и спасти одного из братьев Сальваторе, либо уезжает и погибнут оба брата. И поскольку Кэтрин осталась, а на Дэймона все еще покушаются, очевидно, что она выбрала спасти Стефана. Джонас ищет Елену в баре и устраивает там погром с помощью магии, вырубает Бонни и протыкает шею Мэтту. Кэролайн спасает Мэтта, дав выпить свою кровь. Стефану и Кэтрин удается обмануть Джонаса, прикинувшись Еленой, и убить его. Но он успевает вернуть Бонни ее силу и отдать часть своей, а также просит ее убить Клауса - об этом она делится только с Джереми. Кэролайн открывается очнувшемуся Мэтту, что она вампир, но он внезапно накидывается на нее, обвиняя в убийстве сестры Вики. Дженна считает, что Аларик обманывает ее про бывшую жену Изабель. И тут в дверь звонит сама Изабель. |            |                                             |                  |                                          |                  |                     |
| 39 | 17         | «Знай врага» «Know Thy Enemy»               | Уэнди Стэнзлер   | Майк Дэниэлс                             | 7 апреля 2011    | 2,73                |
| Дженна переезжает в общежитие, понимая, что все ей врут. Джон впускает Изабель в дом Елены, и та говорит, что приехала защитить Елену, предлагая ей переехать в дом, купленный на ее имя - чтобы никто не смог зайти туда без разрешения Елены, но Елена отказывается. Позже Изабель встречает у себя дома Кэтрин, которой говорит, что приехала ради ее спасения: она нашла ведьмака Клауса и договорилась с ним о прощении для Кэтрин в обмен на двойника и лунный камень. Кэтрин обещает найти камень. Стефан, Елена и Дэймон ищут место силы ведьм и находят упоминание о нем в дневниках Джонатана Гилберта. Им удается скрыть свои планы от Кэтрин. Кэролайн ищет сбежавшего Мэтта, Стефан и Елена пытаются понять план Изабель. Деймон, Бонни и Джереми едут в заброшенный особняк на поиски места силы ведьм и находят его. Души ведьм не жалуют вампира, и Дэймону приходится выйти из особняка, пока Бонни и Джереми проводят ритуал, в результате которого Бонни получает силу сотни ведьм. В это время Кэтрин обыскивает дом Сальваторе и находит лунный камень, а Изабель похищает Елену. Когда Кэтрин приезжает с камнем в дом Изабель и звонит сообщить ей об этом, Изабель сообщает подробности сделки с Клаусом - ему нужна Кэтрин и лунный камень. В это время ведьмак Клауса вырубает Кэтрин. Изабель привозит Елену на кладбище, где похоронены Гилберты. Она просит прощения у Елены, созванивается с ведьмаком Клауса, который дарует ей свободу за успех сделки, срывает с себя защитный медальон и сгорает от лучей солнца. Кэтрин приходит в себя на какой-то квартире, видя, как ведьмак читает заклинание над сидящим Алариком, которому делается переливание крови. Она пытается сбежать, но выход заблокирован. К ней подходит Аларик и она понимает, что на самом деле это Клаус. Джон Гилберт говорит Елене, что не знал о планах Изабель и верил, что она хотела спасти Елену, но теперь он готов слушаться только Елену. Елена прощает его, потому что у нее остался только один родитель. Мэтт успевает все рассказать шерифу Форбс, но она ему не верит. Кэролайн находит его у себя дома, куда, по его словам, отправила его пока шериф. Он просит Кэролайн рассказать ему все, но не может переварить всю информацию и просит стереть ему память. На самом деле это оказывается их с шерифом план, и перед встречей с Кэролайн Мэтт специально выпивает вербену. Стефан и Дэймон понимают, что у них появилось новое секретное оружие. |            |                                             |                  |                                          |                  |                     |
| 40 | 18         | «Последний танец» «The Last Dance»          | Джон Беринг      | Майкл Нардучи                            | 14 апреля 2011   | 2,81                |
| Клаус узнает у Кэтрин всю информацию о Елене и её окружении и уходит, внушая Кэтрин втыкать в себя нож раз за разом до своего возвращения. Клаус-Аларик идет в школу и пытается вести уроки вместо Аларика. Клаус передает Елене послание через ее одноклассницу. Братья Сальваторе официально переоформляют свой особняк на имя Елены, которая становится его владелицей и только она может приглашать вампиров в дом. План Клауса удается и все принимают его за Аларика, а Елена впускает его в свой новый дом. Братья Сальваторе, Елена и Бонни обсуждают при нем новую силу Бонни, которую они планируют использовать против Клауса. Узнав об этом секретном оружии, Клаус с помощью своего ведьмака готовит ловушку для Бонни. Шериф Форбс просит Мэтта вести себя с Кэролайн как обычно, потому что ей надо время чтобы решиться - ведь это ее дочь. Школа готовится к вечеру танцев в стиле 60-х годов. Мэтт сопровождает Кэролайн. Дэймон и Клаус-Аларик идут на вечеринку в качестве тех, кто присмотрит за школьниками. Клаус делает отвлекающий маневр, чтобы остаться наедине с Бонни и Еленой, но ему нужна Бонни. Дэймон находит их в тот момент, когда Бонни теряет силы. Он понимает, чего добивается Клаус, и, удалив Елену, предлагает Бонни идти до конца. Пытаясь убить Клауса-Аларика, Бонни погибает на глазах у Елены и Стефана. Клаус-Аларик исчезает. Джереми отвозит тело Бонни в особняк ведьм, где она приходит в себя. Стефан и Елена набрасываются на Дэймона за Бонни, но он раскрывает им свой план, и Елена позже приходит извиниться перед ним, как и Стефан. Дэймон говорит Стефану, что готов спасти Елену невзирая на ее интересы, в отличие от Стефана, и поэтому в итоге он победит. Елена тайно спускается в подвал и вынимает клинок из тела Элайджи, ожидая его воскрешения. |            |                                             |                  |                                          |                  |                     |
| 41 | 19         | «Клаус» «Klaus»                             | Джошуа Батлер    | Кевин Уильямсон и Джули Плек             | 21 апреля 2011   | 2,70                |
| Стефан и Дэймон приходят в бешенство, когда узнают, что Елена пренебрегла ими для того, чтобы найти нового союзника и взять под контроль план по устранению Клауса. Из-за разногласий по спасению Елены, между братьями растёт напряжение. Между тем, Стефан делает всё возможное, чтобы защитить растерянную и перепуганную Дженну. Во флэшбеках 1491 года показывают знакомство Кэтрин с Элайджей и Клаусом, а также рассказывают о происхождении проклятия лунного камня. Елена узнаёт новую шокирующую информацию о намерениях Клауса. |            |                                             |                  |                                          |                  |                     |
| 42 | 20         | «Последний день» «The Last Day»             | Дж. Миллер Тобин | Эндрю Чамблисс и Брайан Янг              | 28 апреля 2011   | 2,68                |
| Дэймон идёт на многое, чтобы предотвратить жертвоприношение Елены ради снятия проклятья Клаусом. Действия Дэймона раздражают Стефана, и напряжение из-за разницы во мнениях насчет того, как спасти жизнь Елены, перерастает в настоящий конфликт. Тайлер возвращается в Мистик Фоллс после пугающего телефонного звонка. С приближением полнолуния, необходимого для жертвоприношения, Стефан и Елена идут на романтическое свидание, напуганные, что оно может стать последним. |            |                                             |                  |                                          |                  |                     |
| 43 | 21         | «И взойдет солнце» «The Sun Also Rises»     | Пол М. Соммерс   | Кэролайн Драйс и Майк Дэниелс            | 5 мая 2011       | 2,84                |
| К полнолунию Елена пытается приготовиться ко всему, что задумал Клаус, а Тайлер сталкивается со своей второй трансформацией. Ужасающие события выходят из-под контроля, несмотря на неожиданный смелый поступок. В итоге Дэймон рассказывает Стефану правду об одном ужасном новом обстоятельстве, с которым они должны столкнуться. Клаус убивает Дженну, Джулс и Елену. Когда Бонни чуть не убила его, пришёл Элайджа делать свою миссию, но Клаус отговаривает его и они вместе уходят. |            |                                             |                  |                                          |                  |                     |
| 44 | 22         | «Пока я умираю» «As I Lay Dying»            | Джон Беринг      | Тури Мейер, Аль Септейн и Майкл Нардуччи | 12 мая 2011      | 2,86                |
| В то время как на городской площади Мистик Фоллс проходит показ «Унесённых ветром», воспоминания Дэймона о Кэтрин 1864 года смешиваются с мыслями о Елене в настоящем. Стефан платит собственную ужасную цену за попытку предотвратить трагедию, а Шериф Форбс делает смертельную ошибку, пытаясь всех спасти. Более чем одна жизнь висит на волоске из-за последствий ритуала жертвоприношения, которые приводят к ужасающему результату. Елена целует Дэймона, а Кэтрин отдаёт ему долг, спасая себя и его. |            |                                             |                  |                                          |                  |                     |